# Хайрхан
Хайрхан (монг. Хайрхан — Милостивый, священный) — сомон аймака Архангай, Монголия.
Центр сомона — Уул Булан. Он находится в 180 километрах от административного центра аймака — города Цэцэрлэг и в 485 километрах от столицы страны — Улан-Батора.

## География
Юго-западную часть сомона занимают горы, центральную и северную часть — долины рек Орхон и Хануй. Есть мелкие озёра. Горы покрыты лесом. Водятся олени, косули, кабаны, волки, лисы, корсаки, манулы, зайцы, тарбаганы.
Средняя температура января -20-21°C, июня +16-18°C, ежегодная норма осадков 300-350 мм.
Имеются запасы железной руды, биотита, химического и строительного сырья.